# Pierre d’Ornellas
Pierre d’Ornellas (ur. 9 maja 1953 w Paryżu) – francuski duchowny katolicki, arcybiskup metropolita Rennes od 2007.

## Życiorys

### Prezbiterat
Święcenia kapłańskie przyjął 15 sierpnia 1984 i został inkardynowany do archidiecezji paryskiej. Był m.in. sekretarzem arcybiskupim, dyrektorem domu formacyjnego dla francuskojęzycznych duchownych w Brukseli, a także wikariuszem generalnym dla centralnej części archidiecezji.

### Episkopat
4 lipca 1997 został mianowany biskupem pomocniczym Paryża, ze stolicą tytularną Naraggara. Sakry biskupiej udzielił mu 10 października 1997 kardynał Jean-Marie Lustiger.
19 października 2006 Benedykt XVI mianował go arcybiskupem koadiutorem Rennes. 26 marca 2007 po śmierci poprzednika abp François Saint-Macary został arcybiskupem metropolitą Rennes. Paliusz otrzymał z rąk papieża Benedykta XVI w dniu 29 czerwca 2007 roku.